# Take a Look Around
«Take a Look Around» (с англ. — «Оглянись вокруг») — песня американской ню-метал группы Limp Bizkit, выпущенный в качестве первого сингла из третьего студийного альбома Chocolate Starfish and the Hot Dog Flavored Water 18 июля 2000 года. Песня стала главным саундтреком к фильму «Миссия невыполнима 2».

## Видеоклип
Видеоклип к этой песне показывает группу, работающую под прикрытием в кафе, чтобы получить диск от секретных агентов. Но как только они собираются добиться успеха, им приказывают прервать миссию, поскольку секретные агенты оказываются приманками. Телефон, который использует Фред в начале, взрывается в конце видеоклипа. Также есть сцены выступления группы перед кафе и краткие кадры из фильма «Миссия невыполнима 2».
Видеоклип редко транслировался в США и так как Фреду Дёрсту видеоклип не понравился, хотя он и принимал участие в создании, группа решила, что видеоклип будет транслироваться только на различных рынках за пределами США, особенно в Европе.

## Список композиций
UK CD1
1. Take a look Around
2. Faith (кавер Джорджа Майкла)
3. Break Stuff

CD2
1. Take a look Around
2. N 2 Gether Now (live)
3. Nookie (live)
4. N 2 Gether Now (видео)

## Позиции в хит-парадах
| Чарт (2000)                                  | Высшая позиция |
| -------------------------------------------- | -------------- |
| Австралия (ARIA)                             | 28             |
| Австрия (Ö3 Austria Top 40)                  | 4              |
| Бельгия/Фландрия (Ultratop 50)               | 10             |
| Бельгия/Валлония (Ultratop 50)               | 10             |
| Бразилия (ABPD)                              | 11             |
| Финляндия (Suomen virallinen lista)          | 2              |
| Франция (SNEP)                               | 16             |
| Германия (GfK)                               | 4              |
| Ирландия (IRMA)                              | 11             |
| Италия (FIMI)                                | 3              |
| Нидерланды (Single Top 100)                  | 7              |
| Новая Зеландия (Recorded Music NZ)           | 29             |
| Норвегия (VG-lista)                          | 7              |
| Польша (ZPAV)                                | 21             |
| Португалия (AFP)                             | 1              |
| Испания (PROMUSICAE)                         | 2              |
| Швеция (Sverigetopplistan)                   | 6              |
| Швейцария (Schweizer Hitparade)              | 7              |
| Великобритания (The Official Charts Company) | 3              |
| США Billboard (Alternative Songs)            | 8              |
| США Billboard (Bubbling Under Hot 100)       | 15             |
| США Billboard (Hot Mainstream Rock Tracks)   | 15             |

| Чарт (2000)                | Позиция |
| -------------------------- | ------- |
| (ARIA)                     | 67      |
| (Ö3 Austria Top 40)        | 16      |
| (Ultratop 50 Flanders)     | 35      |
| (Ultratop 50 Wallonia)     | 35      |
| (Eurochart Hot 100)        | 27      |
| (SNEP)                     | 61      |
| (Official German Charts)   | 39      |
| (Íslenski Listinn Topp 40) | 42      |
| (Dutch Top 40)             | 46      |
| (Single Top 100)           | 32      |
| (Sverigetopplistan)        | 53      |
| (Schweizer Hitparade)      | 27      |
| (Official Charts Company)  | 44      |

## Сертификации
| Регион | Сертификация | Продажи  |
| --- | ------------ | -------- |
| Австрия (IFPI Austria) | Золотой      | 25 000*  |
| Бельгия (BEA) | Золотой      | 25 000*  |
| Финляндия (Musiikkituottajat) | Золотой      | 5,070    |
| Франция (SNEP) | Золотой      | 250 000* |
| Германия (BVMI) | Золотой      | 250 000^ |
| Великобритания (BPI) | Золотой      | 400 000  |
| * Данные о продажах приведены только на основе сертификации. · ^ Данные о тиражах приведены только на основе сертификации. · Данные о продажах + прослушиваниях приведены только на основе сертификации. |              |          |